# 水中花 (井上忠夫の曲)
水中花（すいちゅうか）は、1976年5月5日に発売された井上忠夫の楽曲である。オリコンチャートにおける最高順位は37位に留まったが、累計では約13.5万枚のセールスを記録した。

## カバー
- 倍賞千恵子（編曲：小川寛興）1977年
- チェリッシュ
- 木の実ナナ（編曲：小六禮次郎）1983年
- 高橋亜貴子（編曲：松井忠重）1983年
- 宮本けんじ（編曲：高田弘）1984年
- 渚ようこ（編曲：Gary Stout）2006年
- 知念里奈（編曲：本山清治）2008年
- あさみちゆき（編曲：矢野立美）2009年

## 収録
1. 水中花
  - 作詞:阿久悠、作曲・編曲：井上忠夫
2. 流れ雲
  - 作詞: 阿久悠、作曲・編曲：井上忠夫